# Daniël George van Beuningen
Daniël George van Beuningen (Utrecht, 4 maart 1877 – Arlesheim, Bazel-Land (Zwitserland), 29 mei 1955) was een Nederlands ondernemer, in zijn tijd grootste werkgever van de Rotterdamse haven en van zeer grote betekenis voor de stad.

## Levensloop
Van Beuningen, telg uit het geslacht Van Beuningen, was de tweede zoon en het vijfde kind van de tien van Hendrik Adriaan van Beuningen en Ann Lavinia Brain (1847-1943). Hij trad in de voetsporen van zijn vader als directeur van de Steenkolen Handels Vereniging (SHV). Hij bouwde het concern uit met verschillende bedrijven in de Rotterdamse haven.
De ondernemer was ook actief in het maatschappelijk leven. Hij was medefinancier van het in 1937 gebouwde Stadion Feijenoord en een van de stichters van het Havenziekenhuis. In 1941 trad Van Beuningen af als directeur van zijn concern.

### Personalia
Van Beuningen trouwde driemaal: uit het eerste huwelijk met Mies Schout Velthuys, telg uit het geslacht Schout Velthuys, had hij een zoon en een dochter. Door zijn harde werken en zijn buitenechtelijke affaires raakten ze van elkaar vervreemd. Mies stierf in 1926, 43 jaar oud. Haar tweelingzuster Sophie (Fie) huwde Frits Fentener van Vlissingen.
Een kort tweede huwelijk met Odette Paule Fernande Ragoulleau eindigde in een scheiding. In 1938 trouwde van Beuningen met Bep Charlouis. Uit het tweede en derde huwelijk werden geen kinderen geboren.

## Werk

### Ondernemingen in de Rotterdamse haven

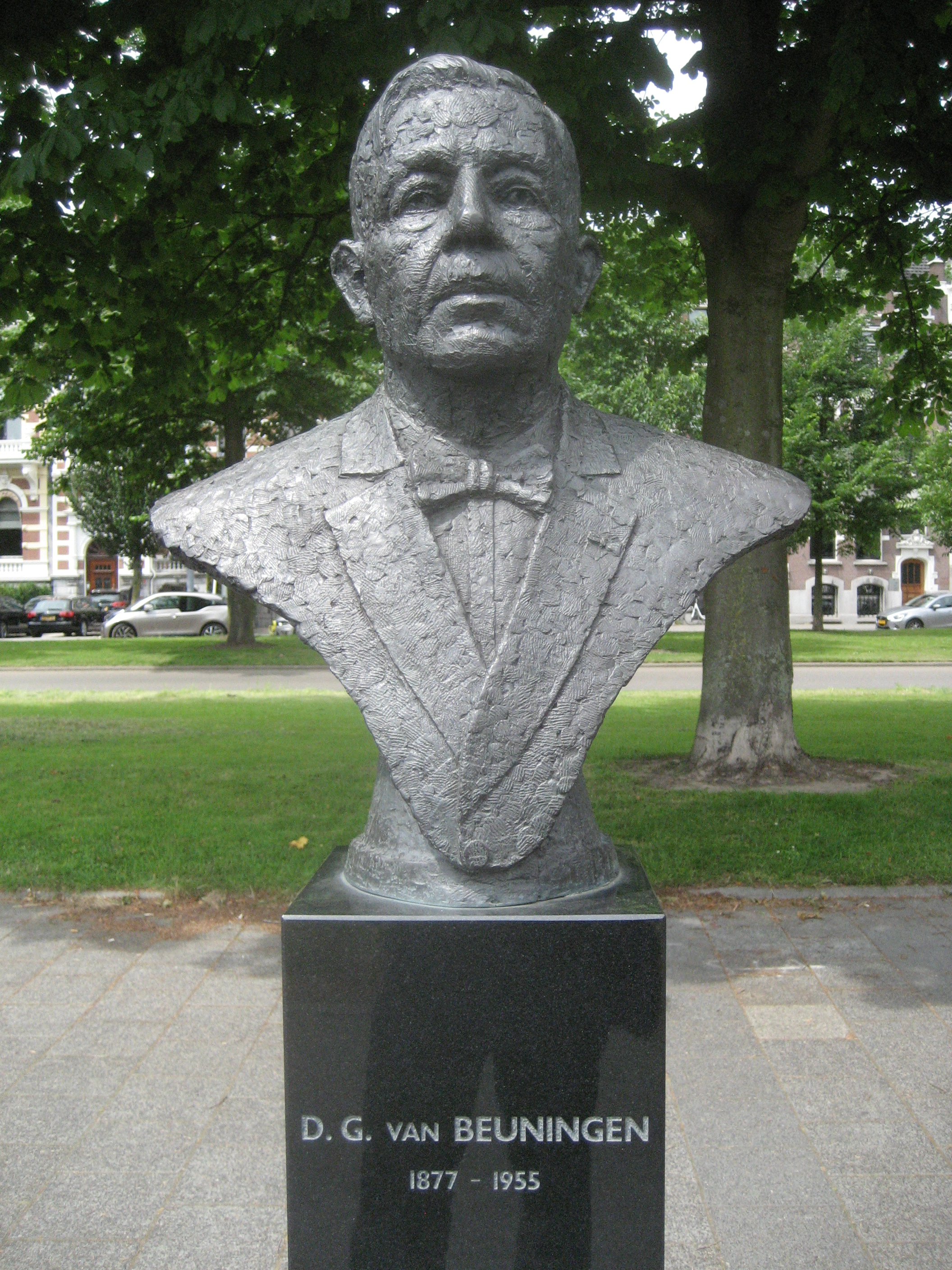
Beeld van Van Beuningen in Rotterdam

Zijn vermogende vader Hendrik Adriaan van Beuningen was medeoprichter van de Steenkolen Handels Vereniging (SHV). De SHV werd tijdens Eerste Wereldoorlog groot met de kolenhandel tussen de vijanden Engeland en het Duitse Ruhrgebied.
Daniël George van Beuningen gaf leiding aan een groot aantal bedrijven in Rotterdam. Na de Eerste Wereldoorlog was hij samen met zijn broers en met Frits van Vlissingen en zijn zoon Jan eigenaar van onder meer de SHV Rotterdam, de Nederlandse Rijnvaart Vereeniging, de Maatschappij Vrachtvaart, de NV Machinefabriek en Scheepswerf van P. Smit Jr. en de gelijknamige havensleepdienst en het watertaxibedrijf Spido, tegenwoordig rondvaartbedrijf.
In januari 1941 werd bij de jaarlijkse accountantscontrole van het Nederlands Havenbedrijf een 'boekhoudkundige onregelmatigheid' geconstateerd waardoor de accountant weigert de cijfers goed te keuren. Er is een tekort van een miljoen gulden. Van Beuningen geeft toe dat hij het miljoen gebruikt heeft voor kunstaankopen. Zwager Frits vindt dat dit soort 'creatief boekhouden' niet door de beugel kan en neef Jan ziet het als 'een greep in de kas' en wil namens de vennootschap aangifte van diefstal doen. Van Vlissingen sr. weet dit te voorkomen. Men komt overeen dat D.G. met onmiddellijke ingang zijn functie als directeur bij de SVH en de daaraan verbonden bedrijven, waaronder Unitas, neerlegt. De toegang tot de kantoren van de SVH wordt hem verboden en er wordt overeengekomen dat men er het zwijgen toe doet.
In 1954, vlak voor zijn dood, was de familie Van Beuningen gedwongen zich uit de SHV terug te trekken aangezien er geen opvolger meer was voor een directiefunctie. Vanaf dat moment stond de aangetrouwde familie Fentener van Vlissingen aan het roer.

### Kunstverzameling
Van Beuningen was een groot verzamelaar van laat-vijftiende en vroeg-zestiende-eeuwse kunst uit de Noordelijke en Zuidelijke Nederlanden. Van Beuningen schonk tijdens zijn leven het Museum Boijmans in Rotterdam regelmatig delen van zijn collectie. Van Beuningen schonk het museum kunst die hij gekocht had van de rooms-katholieke Duits-Nederlandse kunsthandelaar Franz Koenigs. Van Beuningen had de kunst, die vanaf 1935 al bij het museum in bruikleen was gegeven door Koenigs, voor 1 miljoen gekocht, maar verkocht ongeveer een kwart van de Koenigs collectie via een schoonzoon direct door aan de nazi's voor een bedrag van 1,5 miljoen gulden. Tevens behield hij zelf vier schilderijen van Rubens en een aantal tekeningen. In 1950 ontving hij de eerste Penning van de Maze van de Rotterdamse Kunststichting.
Na de oorlog ontsnapte hij aan strafvervolging omdat processen tegen vele werkgevers door het Geallieerd Opperbevel werden afgeblazen.
In 2016 startten erfgenamen van Koenigs een rechtszaak om de tekeningen van het museum terug te krijgen.
Na het overlijden van Van Beuningen in 1955 verkochten zijn erfgenamen de kunstverzameling van Van Beuningen aan de gemeente Rotterdam. De naam van het museum werd toen veranderd in Museum Boijmans Van Beuningen.

### Onderkomen
Tot aan de Tweede Wereldoorlog woonde Van Beuningen in het Scheepvaartkwartier van Rotterdam, waar zijn grote schoener Vigilanter voor de deur van zijn kantoor lag in de Veerhaven.
In 1939 liet Van Beuningen de kapitale villa "Noorderheide" aan de Elspeterbosweg in Vierhouten bouwen. Dit immense landhuis is een ontwerp van landhuizenarchitect Eschauzier en is opgenomen op de Rijksmonumentenlijst.
Jarenlang hingen wereldberoemde schilderijen in dit landhuis, een daarvan was De "kleine" Toren van Babel van Pieter Brueghel de Oude. In de Tweede Wereldoorlog werden op Noorderheide door de geallieerden materieel en mensen gedropt in het kader van Operatie Rummy. Van Beuningen werd hierbij in oktober 1944 opgepakt maar wist weer vrij te komen. Tot vlak voor zijn overlijden woonde Van Beuningen op de "Noorderheide".
- Biografisch Portaal: 25795690
- Gemeinsame Normdatei: 129661198
- International Standard Name Identifier: 0000 0003 7412 5976
- Library of Congress Control Number: no99068020
- Nederlandse Thesaurus van Auteursnamen: 068578008
- RKD-Nederlands Instituut voor Kunstgeschiedenis: 419921
- SNAC: w6tb46q4
- Système universitaire de documentation: 083691375
- Union List of Artist Names: 500314359
- Virtual International Authority File: 74937973
- WorldCat: E39PBJpYwGbc8pGQkpbVvWKDbd